# Késő devon
A késő devon a devon földtörténeti időszak három kora közül az utolsó, amely 382,7 ± 1,6 millió évvel ezelőtt (mya) kezdődött a középső devon kor után, és 358,9 ± 0,4 mya ért véget a karbon időszak kezdetekor. Kronosztratigráfiai megfelelője a felső devon sorozat.

## Tagolása
A kort az alábbi két korszakra tagolják (a korábbitól a későbbi felé haladva):
- Frasni korszak: 382,7 ± 1,6 – 372,2 ± 1,6 Ma
- Famenni korszak: 372,2 ± 1,6 – 358,9 ± 0,4 Ma

## Meghatározása
A Nemzetközi Rétegtani Bizottság meghatározása szerint a felső devon sorozat alapja (a kor kezdete) a Ancyrodella rotundiloba konodontafaj megjelenésével kezdődik. A sorozat tetejét (a kor végét) a Siphonodella sulcata konodontafaj megjelenése jelzi.

## Élővilága
A késő devon idején jelentek meg az első négylábúak, amikor az ősi bojtosúszójú halakból (Sarcopterygii) kifejlődtek az első kétéltűek (Amphibia), például a Labyrinthodontia csoport.
A devon utolsó 50 millió évében a légkör szén-dioxid tartalma 10%-ról 1%-ra csökkent, oxigéntartalma pedig 5-ről 20%-ra nőtt. E folyamatban, ami főleg a késő devon idején gyorsult fel, kulcsszerepe lehetett az időszak végére kihalt Archaeopteris hatalmas erdőinek. E növény spórákkal és nem magokkal szaporodott, de felépítésében nagyon sok közös vonást mutatott a mai fákkal.

### A késő devon kihalás
A késő devon kihalás néven ismert esemény mintegy 364 millió évvel ezelőtt csúcsosodott ki, a frasni és a famenni korszakok határán, majd egy újabb hulláma lezárta a devon időszakot. Oka valószínűleg az óceánok oxigénszintjének süllyedése volt. Arányaiban súlyosabb sokk volt az élővilág számára, mint a dinoszauruszok kihalásaként ismert kréta–tercier kihalási esemény.